# Palača Davanzati
Palača Davanzati je palača v Firencah v Italiji. V njej je muzej stare florentinske hiše.

## Zgodovina
Palazzo Davanzati je v drugi polovici 14. stoletja postavila družina Davizzi, ki je bila bogata članica ceha volne. Leta 1516 je bila prodana Bartolinijem; leta 1578 jo je kupila družina Davanzati, ki je bila tudi bogata trgovka, v lasti katere je ostala do leta 1838. Po samomoru Carla Davanzatija je bila razdeljena na različne četrti in spremenjena. Potem ko je ušla številnim rušenjem v Firencah 19. stoletja, jo je kupil Elia Volpi, antikvar, ki ga je obnovil v (po svojem vtisu) prvotnega sloga.
Leta 1910 je Volpi stavbo odprl kot zasebni muzej (Museo Privato della Casa Fiorentina Antica). Vsebina tega muzeja se je spreminjala, ko je Volpi prodajal pohištvo na dražbah, vključno veliko leta 1916 v New Yorku. V 1920-ih sta egipčanska trgovca s starinami Vitale in Leopoldo Bengujat kupila stavbo in njeno vsebino. Leta 1951 jo je odkupila italijanska država in jo ohranila kot muzej. Do leta 1995 je bilo treba muzej zapreti zaradi večjih strukturnih obnov; muzej je bil delno ponovno odprt leta 2005, pritličje in nadstropje sta dostopna; do leta 2012 so bila vsa nadstropja spet odprta za obiskovalce.

## Arhitektura
Palača je sestavljena iz fasade, ki združuje skupino prejšnjih srednjeveških stolpnih hiš, ki jih je lastnik kupil z namenom, da jih sestavi. Zgrajena je iz peščenjaka, s tremi velikimi portali na vodoravni osi in tremi nadstropji oken s stebri. V najvišjem nadstropju je v 16. stoletju prizidana loža, ki jo podpirajo štirje stebri in dva pilastra. Fasada prikazuje grb Davanzatijev in ima sledi drugih okraskov.
Notranje dvorišče ima loke, oboke in kapitele v slogu 14. stoletja.

### Notranjost
Obiščete lahko naslednje sobe:
Atrij
Vstop skozi enega od treh velikih portalov. Ta velika soba je bila uporabljena za poslovanje. Trenutno so v njej razstavljeni predmeti in informacije, povezane z zgodovino stavbe.
Dvorišče
Vsi prostori stavbe komunicirajo na hodnike, ki se odpirajo na to osrednje dvorišče.
Prvo nadstropjeVelika dvorana
Ta velika soba je tudi služila za poslovanje. Njena velika okna so obrnjena na ulico. Obstajajo tri kvadratne luknje z lesenimi pokrovi, ki se poravnajo z odprtinami atrija spodaj; te luknje so bile uporabljene za opazovanje, kdo hodi noter in morda za obrambne namene. Soba je zdaj urejena kot muzej z različnimi predmeti iz 16. stoletja.
Prvo nadstropjeSala dei Pappagalli (Soba papagajev)
Tako imenovana Sala dei Pappagalli ima stenske poslikave, oblikovane tako, da izgledajo kot stenske obloge, obložene z miniverjem, z motivi papagajev, naslikanih ali izvezenih na blokih. Te slike so precej restavrirane in zato morda ne bodo videti kot originalne freske. V tej sobi dominira velik kamin. Na ogled je majolika iz Montelupa.
Prvo nadstropjeKopalnica
Majhna soba z notranjim vodovodom.
Prvo nadstropjedelovna soba (studiolo)
Ta soba, ki ni ohranila ničesar od svoje prvotne stenske dekoracije, je bila verjetno delovna soba. Razstavljeni predmeti so forziere (skrinja za zaklepanje), cassone, več majhnih skulptur in slik.
Prvo nadstropjeSpalnica
Freske Sale dei Pavoni namesto tega prikazujejo lažnogeometrično tapiserijo in vrsto grbov družin, povezanih z Davizziji. Trenutno je postavljena s posteljo in zibelko. Na voljo je majhna lastna kopalnica.
Drugo nadstropjeSpalnica
Spalnica v drugem nadstropju se imenuje Chatelaine of Vergy v čast freskam, ki jih je navdihnila Châtelaine de Vergy, srednjeveška romanca, polna ljubezni, pustolovščin in smrti. V isti spalnici lahko vidite čudovito Desco da Parto, ki jo je naslikal Scheggia, Masacciov brat.
Zgornje nadstropje
V tretjem nadstropju so Camera delle Impannate, še ena spalnica in kuhinja. Impanate so bile bombažne ali lanene tekstilne plošče, ki so jih pomočili v barvni vosek in dali v lesen okvir, da bi jih vstavili v okna kot nadomestek stekla, ki je bilo takrat zelo drago.
Kuhinja je v zgornjem nadstropju, ker je vroč zrak, ki se dviga med kuhanjem, v poletni vročini ostal proč od nižjih bivalnih prostorov, pa tudi zaradi zmanjšanja škode v primeru nenadzorovanega požara. V prostoru so ognjišče z mehom in dvema ražnjema, lesen stroj za mesenje kruha, kovinska maslenka in drugo orodje iz obdobja renesanse ali kasneje.